# شاجهاپور
شاجهاپور (به انگلیسی: Shajapur) یک منطقهٔ مسکونی در هند است که در شهرستان شاجهاپور واقع شده‌است.
نام شاجهاپور کوتاه‌شده نام شاه‌جهان‌پور است.

## خصوصیات
شاجهاپور ۵۰٬۰۸۶ نفر جمعیت دارد و ۴۴۳ متر بالاتر از سطح دریا واقع شده‌است.

## نگارخانه

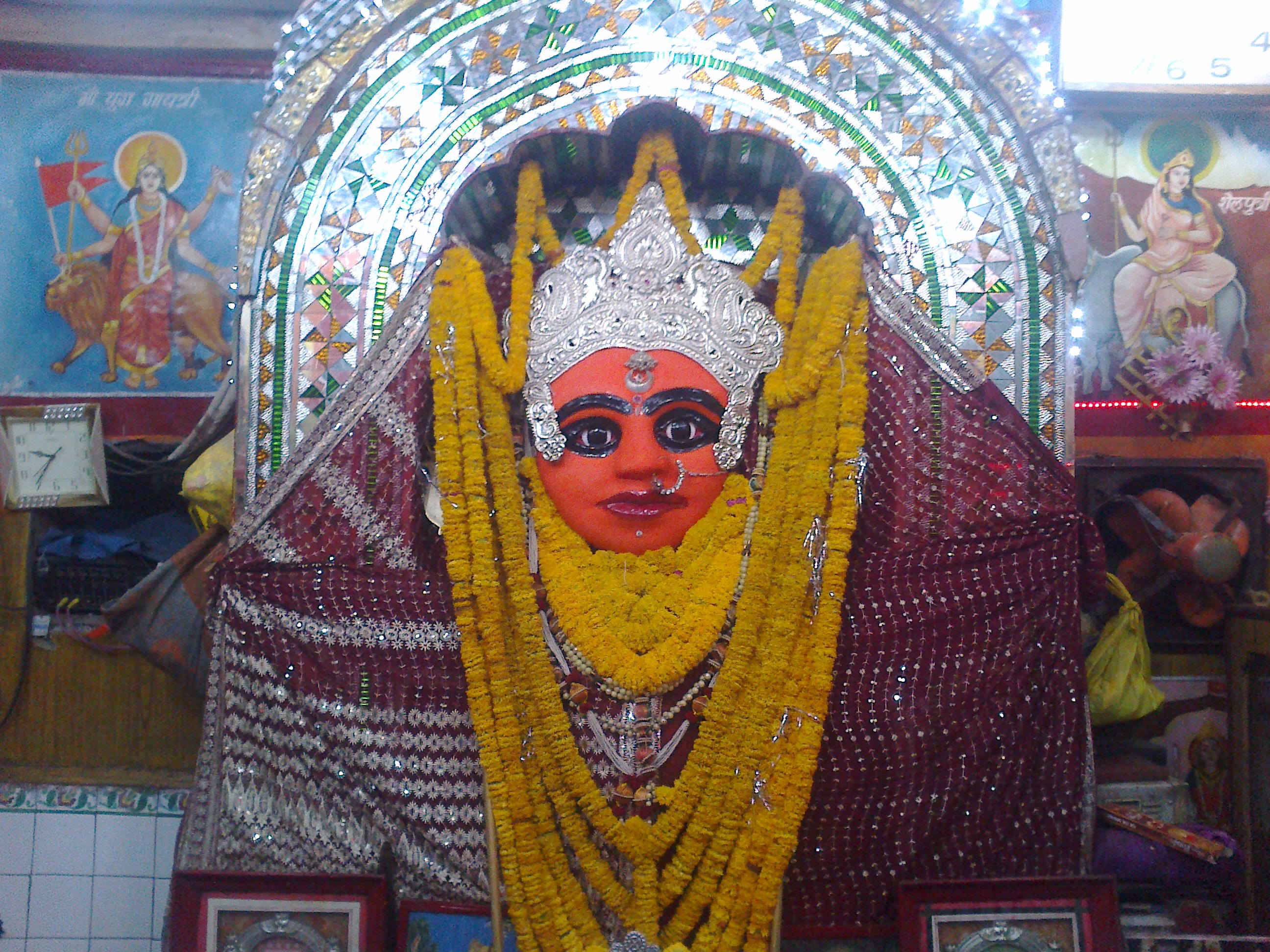
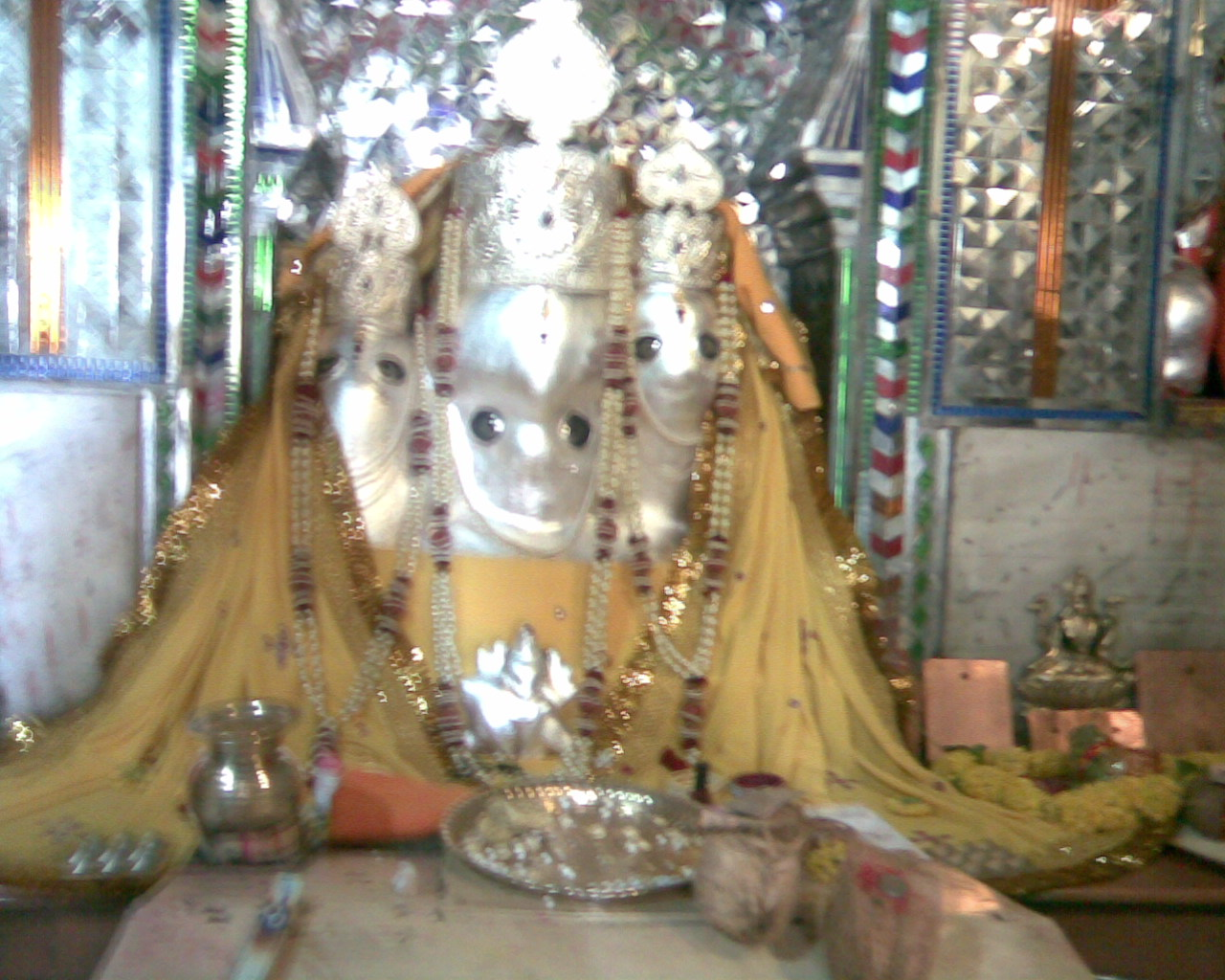
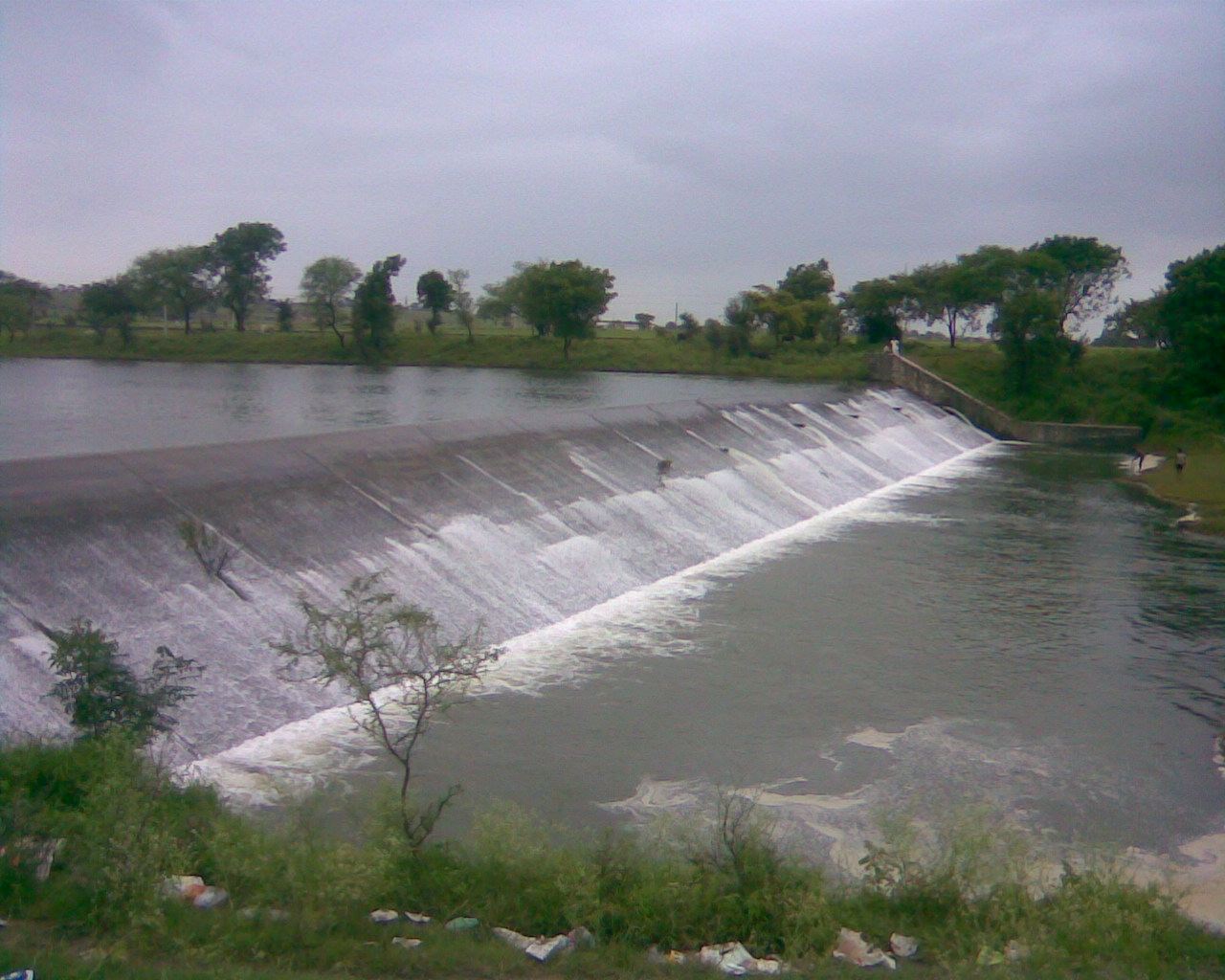